# 1602 en littérature
| Années de la littérature : 1599 - 1600 - 1601 - 1602 - 1603 - 1604 - 1605    |
| Décennies de la littérature : 1570 - 1580 - 1590 - 1600 - 1610 - 1620 - 1630 |

Cet article présente les faits marquants de l'année 1602 en littérature.

## Évènements
- 8 novembre : ouverture au public de la Bodleian Library (« Bibliothèque Bodléienne »), bibliothèque de l'Université d'Oxford, financée par le diplomate anglais Thomas Bodley[1].

- 1602-1603 : le dominicain Tommaso Campanella compose une utopie collectiviste La città del Sole (« La Cité du Soleil ») durant son séjour en prison[2].

## Parutions
- Le Catéchisme des Jésuites d'Étienne Pasquier, paraît sans nom d'auteur et sans privilège royal[3].
- Les « Livrets bleus », vendus bon marché par des colporteurs, apparaissent à Troyes, publiés par le libraire Nicolas Oudot[4].

## Théâtre

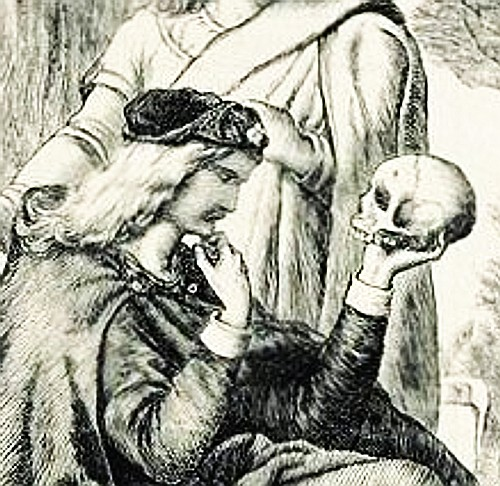
Hamlet

- 18 janvier : The Merry Wives of Windsor (en français « Les Joyeuses Commères de Windsor »), comédie de William Shakespeare est enregistré au Registre des Libraires ; la première édition in-quarto parait la même année[5].
- 2 février : La Nuit des Rois (Twelfth Night) de William Shakespeare est représentée pour la première fois dans le grand hall de Middle Temple[6].
- 26 février : Hamlet de William Shakespeare est enregistré au Registre des Libraires au nom de l'imprimeur James Roberts[7].

## Naissances
- 5 mars : Pierre Le Moyne, poète français († 1672).

- Juan Pérez de Montalván, prêtre, écrivain, auteur dramatique, poète et nouvelliste espagnol († 1638).
- Entre 1582 et 1602 : Charles Sorel, sieur de Souvigny, romancier et écrivain français († 1674).

## Décès
- 18 février : Jean Pithou, avocat et auteur français, frère de Pierre Pithou[8].
- 12 août : Abul al-Fazl ibn Mubarak, écrivain indien, (né en 1551).
- 14 septembre : Jean Passerat de Troyes, écrivain français (né en 1534).
- 30 octobre : Jean-Jacques Boissard, antiquaire français et poète latin (né en 1528).